# Moses Kamut
Moses Kamut (ur. 7 lipca 1982) – lekkoatleta z Vanuatu, sprinter.
Jego rekord życiowy w biegu na 100 metrów wynosi 10,64 s. Uczestniczył w mistrzostwach świata w lekkoatletyce w 2005 i 2007 roku (bieg na 400 m), igrzyskach olimpijskich w 2004 (bieg na 400 m) i 2008 (bieg na 100 m) roku oraz Igrzyskach Wspólnoty Narodów 2006 (bieg na 100 m). Na żadnej z tych imprez nie udało mu się awansować do drugiej rundy konkursu.

## Rekordy życiowe
| Dystans | Wynik | Miejsce  | Data             |
| ------- | ----- | -------- | ---------------- |
| 60 m    | 7,32  | Doha     | 12 marca 2010    |
| 100 m   | 10,64 | Auckland | 15 marca 2008    |
| 200 m   | 21,57 | Cairns   | 19 sierpnia 2007 |
| 400 m   | 47,63 | Sydney   | 4 marca 2005     |